# Schxxl Out
Schxxl Out (estilizado como SCHXXL OUT) é o segundo extended play do grupo feminino sul-coreano Pristin. Foi lançado em 23 de agosto de 2017 pela Pledis Entertainment e distribuído pela LOEN Entertainment. O EP consiste em cinco faixas, incluindo a faixa-título "We Like".

## Antecedentes
Depois de terminar as promoções de seu miniálbum de estreia Hi! Pristin, o grupo entrou em hiatus, até o dia 22 de maio, através de uma transmissão ao vivo do Facebook com o site de entretenimento chinês Idols of Asia, elas revelaram seus planos para fazer um retorno durante o verão.

## Lançamento
Em 5 de agosto, o cronograma para o retorno delas foi revelado, confirmando o miniálbum a ser lançado em 23 de agosto. A lista de faixas para o EP foi revelada em 18 de agosto. Finalmente, em 23 de agosto, o Schxxl Out foi lançado oficialmente através de vários varejistas digitais, incluindo Melon na Coreia do Sul, e iTunes para o mercado global. Fisicamente, o álbum saiu em duas versões, a versão "In" apresenta um conceito de ensino médio, enquanto a versão "Out" possui um conceito pós-escola. O videoclipe para a faixa-título "We Like" também foi lançado no mesm

## Promoções
Em 23 de agosto, Pristin realizou um showcase para promover o miniálbum, onde elas performaram as faixas "We Like" e "Aloha". No dia seguinte, no dia 24 de agosto, elas fizeram seu primeiro comeback stage na M Countdown da Mnet, performando as mesmas músicas do showcase. As promoções continuaram através do Music Bank da KBS em 25 de agosto, no Show! Music Core da MBC em 26 de agosto, no Inkigayo da SBS em 27 de agosto, no The Show da SBS MTV em 29 de agosto, e no Show Champion da MBC Music em 30 de agosto.

## Performance comercial
Schxxl Out estreou no Gaon Album Chart em número 4 sobre a questão datada de 20 de agosto a 26 de agosto de 2017. Na semana de 9 de setembro de 2017, o álbum entrou no World Albums Chart da Billboard no número 5. Também apareceu no número 116 no Oricon Albums Chart.

## Lista de faixas
Créditos adaptados da Naver.
| N.º            | Título                                      | Letras                                                     | Música                                                           | Arranjo             | Duração |  |
| 1.             | "We Are PRISTIN"                            | Sungyeon, Xiyeon                                           | Bumzu, Sungyeon, Xiyeon, G-High                                  | Bumzu, G-High       | 2:44    |  |
| 2.             | "We Like"                                   | Roa, Sungyeon                                              | Simon Petrén, Maja Keuc, Bumzu, Joe Michel, Park Kitae, Sungyeon | Simon Petrén, Kitae | 3:17    |  |
| 3.             | "Aloha"                                     | GDLO, Roa, Xiyeon, Kyla                                    | GDLO, Roa, Xiyeon                                                | GDLO                | 2:48    |  |
| 4.             | "Tina (티나)"                               | Yehana, Hwang Hyun, Anchor                                 | Yehana, Hyun, Anchor                                             | Hyun, Anchor        | 3:00    |  |
| 5.             | "You're My Boy" (너 말야 너; Neo Malya Neo) | Iggy, Youngbae, Roa, Rena, Nayoung, Sungyeon, Xiyeon, Kyla | Iggy, Youngbae, Roa, Sungyeon                                    | Iggy, Youngbae      | 3:28    |  |
| Duração total: | Duração total:                              | Duração total:                                             | Duração total:                                                   | Duração total:      | 14:37   |  |

## Desempenho nas tabelas musicais

### Gráficos semanais
| Tabela musical (2017)                     | Posição no pico | Ref.   |
| ----------------------------------------- | --------------- | ------ |
| Japão (Oricon Albums Chart)               | 116             |        |
| Coreia do Sul (Gaon Album Chart)          | 4               | [ 17 ] |
| Estados Unidos (Billboard's World Albums) | 5               | [ 18 ] |

## Histórico de lançamento
| Região        | Data                 | Formato(s)           | Gravadora(s)                             | Ref.                 |
| ------------- | -------------------- | -------------------- | ---------------------------------------- | -------------------- |
| Coreia do Sul | 23 de agosto de 2017 | CD, Download digital | Pledis Entertainment, LOEN Entertainment | [ 20 ] [ 21 ] [ 22 ] |
| Mundo inteiro | 23 de agosto de 2017 | Download digital     | Pledis Entertainment, LOEN Entertainment | [ 23 ]               |